# تری‌یاکی

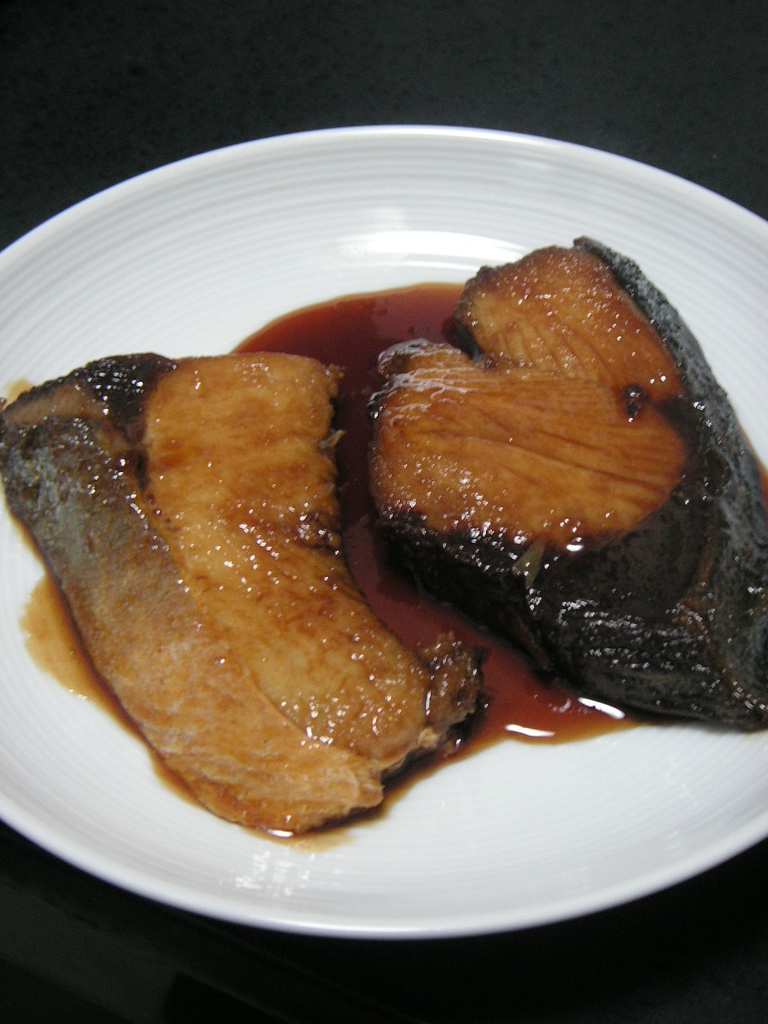
تری‌یاکی «عنبرماهی ژاپنی»

تری‌یاکی (به کانجی:照り焼き؛ به هیراگانا:てりやき) یک شیوه پخت و پز است که در آشپزی ژاپنی به‌کار می‌رود. در این شیوه، مواد خوراکی را پس از خواباندن در سس سویای شیرین، کباب می‌کنند. تری‌یاکی در بیشتر رستوران‌های امروزی ژاپنی سرو می‌شود.
ماهی (از جمله عنبرماهی ژاپنی، مارلین، تُن جهنده، آزاد، قزل‌آلا و ماکرل) ماده اصلی این غذا در ژاپن است، در حالی‌که در کشورهای غربی، گوشت (از جمله جوجه، خوک، بره و گاو) اصلی‌ترین ماده تشکیل‌دهنده تری‌یاکی به‌شمار می‌رود.
گیاه کانجک (Konjac) و ماهی مرکب دیگر موادی هستند که برخی اوقات در پخت این غذا در ژاپن به‌کار می‌روند.
کلمه تری‌یاکی ترکیب شده از واژه‌های «تری» (照り) که به درخشندگی حاصل از مواد تشکیل دهنده شکر اشاره می‌کند و «یاکی» (焼き) است که به شیوه آشپزیِ کباب کردن و سرخ کردن اشاره می‌کند.
tare به شیوهٔ سنتی به وسیلهٔ حرارت دادن و مخلوط کردن سس سویا، ساکی یا میرین و شکر یا عسل درست می‌شود. سپس سس به قدری جوشانده می‌شود تا به اندازه ضخامت مطلوب کاهش پیدا کند آنگاه آن را به گوشتی که قرار است کباب یا جوشانده شود، می‌مالند. گاهی زنجبیل نیز به آن اضافه شده و غذای نهایی با پیاز سبز تزیین می‌شود.